# جوني فلين (ممثل)
جوني فلين (بالإنجليزية: Johnny Flynn)‏ هو موسيقي وممثل بريطاني، ولد في 14 مارس 1983 بكيب تاون في جنوب أفريقيا.

## وصلات خارجية
- جوني فلين على موقع IMDb (الإنجليزية)
- جوني فلين على موقع روتن توميتوز (الإنجليزية)
- جوني فلين على موقع قاعدة بيانات الأفلام العربية
- جوني فلين على موقع ألو سيني (الفرنسية)
- جوني فلين على موقع ميوزك برينز (الإنجليزية)
- جوني فلين على موقع تيرنر كلاسيك موفيز (الإنجليزية)
- جوني فلين على موقع أول موفي (الإنجليزية)
- جوني فلين على موقع قاعدة بيانات الأفلام السويدية (السويدية)
- جوني فلين على موقع أول ميوزيك (الإنجليزية)
- جوني فلين على موقع ديسكوغز (الإنجليزية)